# (2412) Wil
(2412) Wil es un asteroide perteneciente al cinturón de asteroides, descubierto el 17 de octubre de 1960 por Cornelis Johannes van Houten en conjunto a su esposa también astrónoma Ingrid van Houten-Groeneveld y el astrónomo Tom Gehrels desde el Observatorio del Monte Palomar, Estados Unidos.

## Designación y nombre
Designado provisionalmente como 3537 P-L. Fue nombrado Wil en honor a "Wil" esposa del astrónomo holandés Hendrik Christoffel Van de Hulst.